# ECW Championship
El ECW Championship (Campeonato de la ECW en español), conocido también como ECW World Heavyweight Championship (Campeonato Mundial Peso Pesado de la ECW en español), fue un campeonato mundial peso pesado de lucha libre profesional en la Extreme Championship Wrestling (ECW) y la World Wrestling Entertainment (WWE). Era el título mundial original de la promoción Extreme Championship Wrestling, posteriormente utilizado en la WWE como el título mundial de la marca ECW, complementando al Campeonato de la WWE y el Campeonato Mundial Peso Pesado; fue desactivado cuando la marca ECW cerro. Fue establecido en 1994 bajo la ECW, pero fue introducido originalmente en 1992 por el precursor de la ECW, Eastern Championship Wrestling.

## Historia
El campeonato fue creado en 1992 como el NWA ECW Heavyweight Championship, siendo Jimmy Snuka el primer campeón. Durante esta época, la Eastern Championship Wrestling era un territorio de la NWA, por lo que fue defendido en varios territorios de la NWA. Entre sus campeones destacaron Jimmy Snuka, Terry Funk, Pedro Morales. También tuvieron reinados Shane Douglas, Sabu y The Sandman. Sin embargo, en 1994, el NWA World Heavyweight Championship quedó vacante y se hizo un torneo para declarar un nuevo campeón. El ganador fue Shane Douglas tras derrotar a 2 Cold Scorpio. Sin embargo, Douglas rechazó el campeonato, nombrando el NWA ECW Heavyweight Championship a ECW World Heavyweight Championship. Desde entonces, la Eastern Championship Wrestling pasó a llamarse Extreme Championship Wrestling y se desligó de la NWA, siendo este campeonato el de mayor rango de la empresa. Desde entonces, el título estuvo activo hasta 2001, siendo su último campeón Rhino, cuando la ECW fue comprada por la World Wrestling Federation, quedando el cinturón desactivado.
Cinco años más después, la WWE revivió la adjudicada ECW como una marca de la WWE, al igual que Raw y SmackDown, reactivando en el proceso el ECW World Heavyweight Championship. Sin embargo, al reactivarse el su linaje de por medio, la WWE no reconocería los reinados a previos al de Douglas el cual fue obtenido el 26 de marzo de 1994, ya que los campeones previos a Douglas se coronaron siendo la ECW parte de la National Wrestling Alliance (NWA), por lo que la WWE no reconoció los otros reinados al no tener los derechos de dicha empresa.

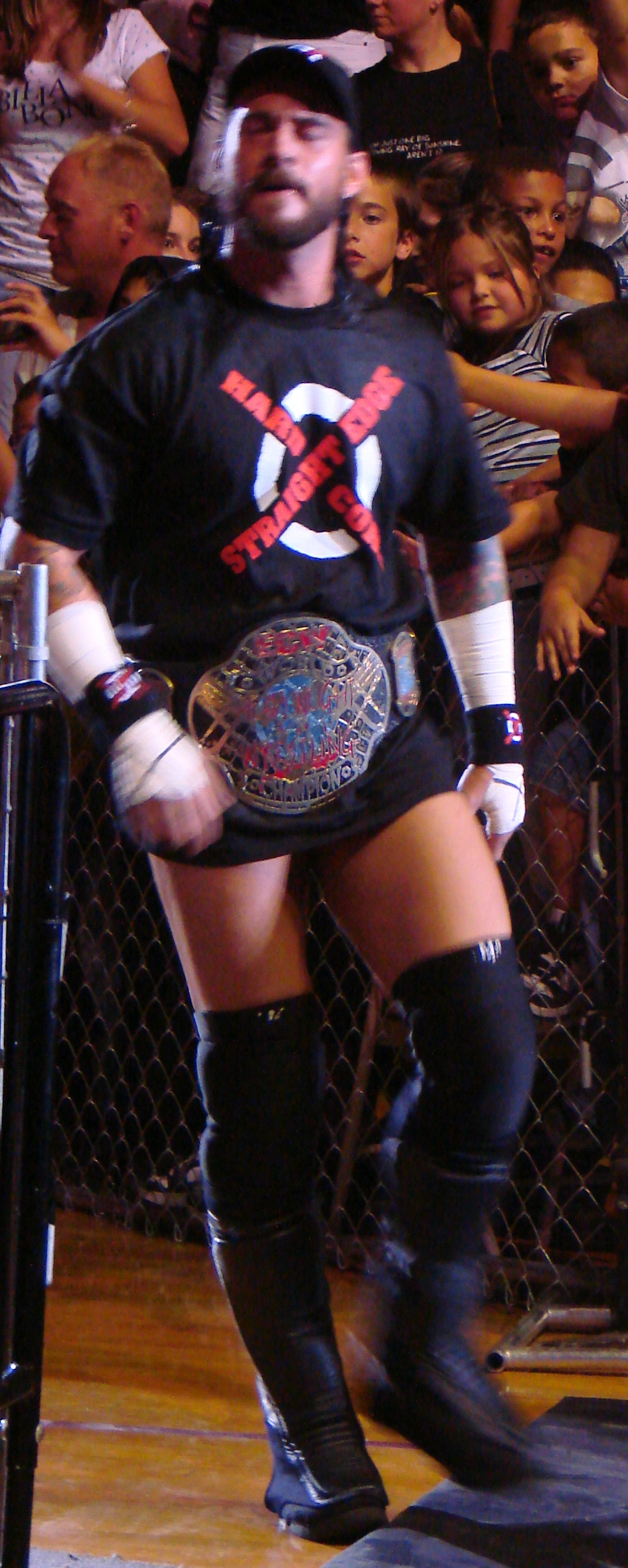
CM Punk con el diseño del campeonato utilizado por WWE de 2006 a 2008. Este diseño es similar al utilizado por ECW de 1998 hasta su cierre en 2001.

Luego de la apertura de la marca, Rob Van Dam quien poseía el maletín Money in the Bank retó al Campeón de la WWE John Cena por dicho título en One Night Stand ganando el título por primera vez. El Gerente General de la ECW Paul Heyman, al ver que el máximo Campeonato de la empresa se encontraba en su marca la ECW, decidió concederle como premio el título abandonado de la empresa, el ECW World Heavyweight Championship. Unas semanas después, perdió el Campeonato de la ECW y el de la WWE ante Big Show y Edge respectivamente. Big Show mantendría su título hasta fines de 2006 hasta perderlo ante Bobby Lashley, quien lo perdería ante Vince McMahon solo para recuperarlo un mes después. durante el reinado de Lashley, el Campeonato cambió de nombre pasando a llamarse ECW World Championship. Una semana después de haber conseguido el título, Lashley fue transferido a Raw y dejó el título vacante. En Vengeance: Night of Champions, Johnny Nitro se coronaría campeón al derrotar a CM Punk ganando el título vacante, quien tiempo después se cambiaría el nombre a John Morrison y durante su reinado el título también cambió de nombre pasando a llamarse solo ECW Championship. Morrison perdería el título ante el mismo CM Punk, quien perdería el título ante Chavo Guerrero. Guerrero mantendría su título hasta WrestleMania XXIV, en donde fue derrotado por Kane en tan solo 8 segundos. Durante el reinado de Kane, el campeonato se trasladaría a la marca Raw, ya que Kane fue transferido a Raw. Mark Henry logró derrotar a Kane, devolviendo el título a la ECW. Durante su reinado, el título sería renovado con un diseño más moderno y bañado en plata, con un águila alzando sus alas con un estampado del nombre de la marca ECW en el centro. Henry mantendría su título hasta ser derrotado por Matt Hardy en un 20 Minutes Championship Scramble en donde también participaron The Miz, Finlay y Chavo Guerrero. Matt Hardy se mantendría como campeón hasta perderlo ante Jack Swagger, quien lo perdería ante Christian. Christian se mantuvo como campeón hasta perderlo ante Tommy Dreamer, para luego volverlo a recuperar. En el último episodio de la ECW, Christian defendería por última vez su título ante Ezekiel Jackson, perdiendo la lucha quedando Jackson como último campeón de la ECW, de la era WWE. El campeonato fue desactivado inmediatamente después, después de que se cancelara ECW como programación de WWE.

## Nombres
| Nombres                            | Años                                                                                 |
| ---------------------------------- | ------------------------------------------------------------------------------------ |
| ECW Heavyweight Championship       | 25 de abril de 1992 — 9 de septiembre de 1993                                        |
| NWA ECW Heavyweight Championship   | 9 de septiembre de 1993 — 26 de marzo de 1994                                        |
| ECW World Heavyweight Championship | 26 de marzo de 1994 — 11 de abril de 2001; 13 de junio de 2006 — 27 de julio de 2006 |
| ECW World Championship             | 27 de julio de 2006 — 4 de agosto de 2007                                            |
| ECW Championship                   | 4 de agosto de 2007 — 16 de febrero de 2010                                          |

## Campeones

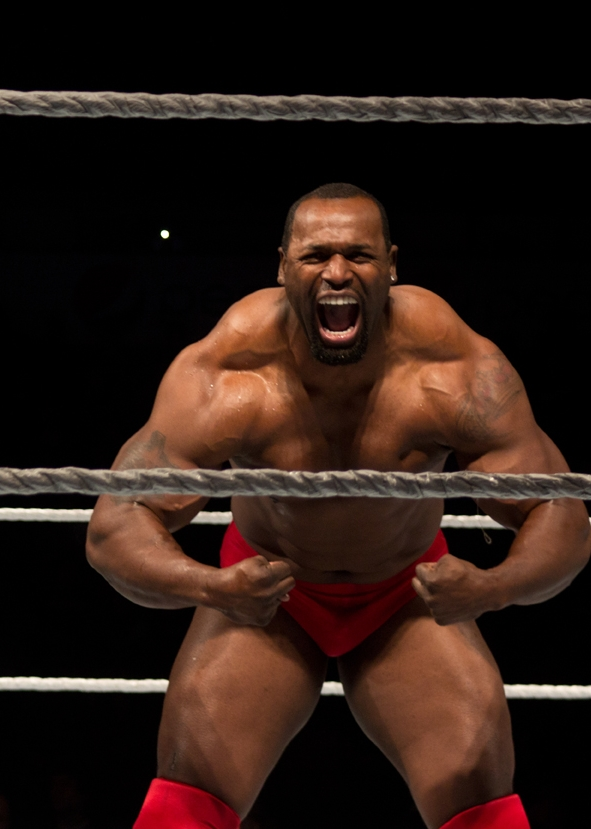
El último campeón, Ezekiel Jackson.

El Campeonato de la ECW fue el primer campeonato mundial creado por la Extreme Championship Wrestling (ECW) en 1992. El campeón inaugural fue Jimmy Snuka, quien derrotó a Sallvatore Bellomo en la final de un torneo, y desde entonces hasta su abandono hubo 32 distintos campeones oficiales, repartidos en 49 reinados en total.
El reinado más largo en la historia del título le pertenece a Shane Douglas, quien mantuvo el campeonato por 406 días en su cuarto reinado. Por otro lado, tres luchadores han tenido reinados de menos de un día: Tommy Dreamer en 2000, The Sandman en 2001, y Ezekiel Jackson en 2010, siendo el de Jackson reconocido como el más corto de la historia, con tan solo 5 minutos.
En cuanto a los días en total como campeón (un acumulado entre la suma de todos los días de los reinados individuales de cada luchador), Shane Douglas también posee el primer lugar, con 874 días en cuatro reinados. Le siguen The Sandman (446 días en cinco reinados), Raven (379 días en dos reinados), Taz (261 días en dos reinados) y Christian (247 días en dos reinados). Además, un luchador fue campeón durante más de un año de manera ininterrumpida: Shane Douglas en dos ocasiones (406 días en 1997 y 385 días en 1994).
El campeón más joven en la historia es Mikey Whipwreck, quien a los 22 años y 146 días derrotó a The Sandman en un Ladder match el 28 de octubre de 1995. En contraparte, el campeón más viejo es Mr. McMahon, quien a los 61 años y 248 días derrotó junto a Umaga y Shane McMahon a Bobby Lashley en un Handicap match el 29 de abril de 2007 en Backlash. En cuanto al peso de los campeones, The Big Show es el más pesado con 230 kilogramos, mientras que Jerry Lynn es el más liviano con 84 kilogramos.
The Sandman es el luchador con más reinados, ya que posee 5, seguido por Shane Douglas con 4, y Raven, Terry Funk, Sabu, Jimmy Snuka, Don Muraco, Taz, Mike Awesome, Bobby Lashley, Tommy Dreamer y Christian con 2 cada uno.

### Lista de campeones
| N.º | Campeón         | Lucha                    | Lucha                         | Lucha                     | Estadísticas | Estadísticas | Estadísticas | Notas y referencias |
| N.º | Campeón         | Fecha                    | Evento                        | Ubicación                 | Reinado      | Días         | Días rec.    | Notas y referencias |
| --- | --------------- | ------------------------ | ----------------------------- | ------------------------- | ------------ | ------------ | ------------ | --- |
| 1   | Jimmy Snuka     | 25 de abril de 1992      | Live event                    | Mount Tabor, Pensilvania  | 1            | 1            |              | Derrotó a Sallvatore Bellomo en la final de un torneo para convertirse en el primer Campeón Peso Pesado de la ECW. |
| 2   | Johnny Hotbody  | 26 de abril de 1992      | Live event                    | Filadelfia, Pensilvania   | 1            | 79           |              | [ 2 ] |
| 3   | Jimmy Snuka     | 14 de julio de 1992      | Live event                    | Filadelfia, Pensilvania   | 2            | 78           |              | [ 3 ] |
| 4   | Don Muraco      | 30 de septiembre de 1992 | Live event                    | Filadelfia, Pensilvania   | 1            | 47           |              | [ 4 ] |
| 5   | The Sandman     | 16 de noviembre de 1992  | Live event                    | Filadelfia, Pensilvania   | 1            | 138          |              | [ 5 ] |
| 6   | Don Muraco      | 3 de abril de 1993       | Hardcore TV #9                | Radnor, Pensilvania       | 2            | 127          |              | [ 6 ] |
| 7   | Tito Santana    | 8 de agosto de 1993      | Hardcore TV #20               | Filadelfia, Pensilvania   | 1            | 32           |              | [ 7 ] |
| 8   | Shane Douglas   | 9 de septiembre de 1993  | Hardcore TV #23               | Roanoke, Virginia         | 1            | 23           |              | Douglas ganó el título por abandono. La ECW se unió a la NWA nueve días más tarde y el título se renombró a Campeonato Peso Pesado de la ECW-NWA. |
| 9   | Sabu            | 8 de octubre de 1993     | NWA Bloodfest                 | Filadelfia, Pensilvania   | 1            | 85           |              | Transmitido el 2 de noviembre en Hardcore TV #30. |
| 10  | Terry Funk      | 26 de diciembre de 1993  | Holiday Hell                  | Filadelfia, Pensilvania   | 1            | 90           |              | Fue un No Disqualification match. |
| 11  | Shane Douglas   | 26 de marzo de 1994      | Ultimate Jeopardy             | Devon, Pensilvania        | 2            | 385          |              | Derrotó a Terry Funk, Mr. Hughes, Rocco Rock, Johnny Grunge, Road Warrior Hawk, Kevin Sullivan y The Tazmaniac en un Ultimate Jeopardy match. El 27 de agosto de 1994, el título fue renombrado Campeonato Mundial Peso Pesado de la ECW cuando Douglas rechazó el Campeonato Mundial Peso Pesado de la NWA. La ECW abandonó la NWA y se renombró a Extreme Championship Wrestling. La WWE reconoce este reinado como el inicio del título.                           |
| 12  | The Sandman     | 15 de abril de 1995      | Hostile City Showdown         | Filadelfia, Pensilvania   | 2            | 196          |              | [ 12 ] |
| 13  | Mikey Whipwreck | 28 de octubre de 1995    | Live event                    | Filadelfia, Pensilvania   | 1            | 42           |              | Fue un Ladder match. |
| 14  | The Sandman     | 9 de diciembre de 1995   | December to Dismember         | Filadelfia, Pensilvania   | 3            | 49           |              | Derrotó a Mikey Whipwreck y Steve Austin. |
| 15  | Raven           | 27 de enero de 1996      | Live event                    | Filadelfia, Pensilvania   | 1            | 252          |              | [ 15 ] |
| 16  | The Sandman     | 5 de octubre de 1996     | Ultimate Jeopardy             | Filadelfia, Pensilvania   | 4            | 63           |              | The Sandman y Tommy Dreamer derrotaron a Stevie Richards y Brian Lee en una lucha por parejas, que de acuerdo con las estipulaciones del combate, Sandman consiguió una oportunidad por el título al lograr el conteo de tres. Aunque en el día pactado, Raven no se presentó para el combate por lo que Sandman ganó por abandono. |
| 17  | Raven           | 7 de diciembre de 1996   | Hollyday Hell                 | Filadelfia, Pensilvania   | 2            | 127          |              | Fue un Barbed Wire match. |
| 18  | Terry Funk      | 13 de abril de 1997      | Barely Legal                  | Filadelfia, Pensilvania   | 2            | 118          |              | [ 18 ] |
| 19  | Sabu            | 9 de agosto de 1997      | Born to Be Wired              | Filadelfia, Pensilvania   | 2            | 8            |              | Fue un Barbed Wire match. |
| 20  | Shane Douglas   | 17 de agosto de 1997     | Hardcore Heaven               | Fort Lauderdale, Florida  | 3            | 60           |              | Derrotó a Sabu y Terry Funk. |
| 21  | Bam Bam Bigelow | 16 de octubre de 1997    | Live event                    | Nueva York, Nueva York    | 1            | 45           |              | [ 21 ] |
| 22  | Shane Douglas   | 30 de noviembre de 1997  | November to Remember          | Monaca, Pensilvania       | 4            | 406          |              | [ 22 ] |
| 23  | Taz             | 10 de enero de 1999      | Guilty as Charged             | Kissimmee, Florida        | 1            | 252          |              | [ 23 ] |
| 24  | Mike Awesome    | 19 de septiembre de 1999 | Anarchy Rulz                  | Villa Park, Illinois      | 1            | 86           |              | Derrotó a Taz y Masato Tanaka. |
| 25  | Masato Tanaka   | 17 de diciembre de 1999  | ECW on TNN                    | Nashville, Tennessee      | 1            | 6            |              | [ 25 ] |
| 26  | Mike Awesome    | 23 de diciembre de 1999  | ECW on TNN                    | White Plains, Nueva York  | 2            | 112          |              | [ 26 ] |
| 27  | Taz             | 13 de abril de 2000      | ECW on TNN                    | Indianápolis, Indiana     | 2            | 9            |              | Taz había firmado con la World Wrestling Federation después de perder su título el 19 de septiembre de 1999 (reinado #24). Sin embargo, Awesome firmó contrato con la World Championship Wrestling en el año 2000 cuando todavía era campeón, con el intento de llevarse el título consigo a la WCW. Como resultado, Paul Heyman y Vince McMahon acordaron que Taz regresara a la ECW para ganar el título y dejar el campeonato en la empresa.                       |
| 28  | Tommy Dreamer   | 22 de abril de 2000      | CyberSlam                     | Filadelfia, Pensilvania   | 1            | 0            |              | [ 28 ] |
| 29  | Justin Credible | 22 de abril de 2000      | CyberSlam                     | Filadelfia, Pensilvania   | 1            | 162          |              | [ 29 ] |
| 30  | Jerry Lynn      | 1 de octubre de 2000     | Anarchy Rulz                  | Saint Paul, Minnesota     | 1            | 35           |              | [ 30 ] |
| 31  | Steve Corino    | 5 de noviembre de 2000   | November to Remember          | Villa Park, Illinois      | 1            | 63           |              | Derrotó a Jerry Lynn, Justin Credible y The Sandman en un Double Jeopardy match. |
| 32  | The Sandman     | 7 de enero de 2001       | Guilty as Charged             | Nueva York, Nueva York    | 5            | 0            |              | Derrotó a Steve Corino y Justin Credible en un Tables, Ladders, Chairs & Canes match. |
| 33  | Rhino           | 7 de enero de 2001       | Guilty as Charged             | Nueva York, Nueva York    | 1            | 94           |              | [ 33 ] |
| —   | Desactivado     | 11 de abril de 2001      |                               |                           | —            | —            |              | ECW se declaró en quiebra el 4 de abril de 2001, y la World Wrestling Entertainment compró los derechos en 2003. |
| 34  | Rob Van Dam     | 13 de junio de 2006      | ECW                           | Trenton, Nueva Jersey     | 1            | 21           |              | Paul Heyman le otorgó el ECW World Heavyweight Championship por haber ganado el Campeonato de la WWE. |
| 35  | The Big Show    | 4 de julio de 2006       | ECW                           | Filadelfia, Pensilvania   | 1            | 152          |              | Fue un Extreme Rules match. Durante su reinado, el título fue conocido como ECW World Championship. |
| 36  | Bobby Lashley   | 3 de diciembre de 2006   | December to Dismember         | Augusta, Georgia          | 1            | 147          |              | Derrotó a Big Show, Hardcore Holly, Test, CM Punk y Rob Van Dam en un Extreme Elimination Chamber match. |
| 37  | Mr. McMahon     | 29 de abril de 2007      | Backlash                      | Atlanta, Georgia          | 1            | 35           |              | Junto a Umaga y Shane McMahon derrotó a Bobby Lashley en un Handicap match. |
| 38  | Bobby Lashley   | 3 de junio de 2007       | One Night Stand               | Jacksonville, Florida     | 2            | 8            |              | Fue un Street Fight match. |
| —   | Vacante         | 11 de junio de 2007      | Raw                           | Wilkes-Barre, Pensilvania | —            | —            |              | Debido al traslado de Lashley desde ECW a Raw. |
| 39  | Johnny Nitro    | 24 de junio de 2007      | Vengeance: Night of Champions | Houston, Texas            | 1            | 69           |              | derrotó a CM Punk para ganar el campeonato vacante en la final de un torneo. A principios de agosto de 2007, el título se renombró a solo ECW Championship. |
| 40  | CM Punk         | 1 de septiembre de 2007  | ECW                           | Cincinnati, Ohio          | 1            | 143          |              | Fue un Last Chance match. Emitido el 4 de septiembre. |
| 41  | Chavo Guerrero  | 22 de enero de 2008      | ECW                           | Charlottesville, Virginia | 1            | 68           |              | Fue un No Disqualification match. Chavo pertenecía al bando de SmackDown cuando derrotó a CM Punk por el título, por lo que el campeonato fue compartido entre ECW y SmackDown. |
| 42  | Kane            | 30 de marzo de 2008      | WrestleMania XXIV             | Orlando, Florida          | 1            | 91           |              | Kane formaba parte de SmackDown al momento de convertirse en campeón, por lo que el título fue exclusivo de la marca azul. Dos días después, Kane desertó y cambió para irse a ECW, volviendo el campeonato a la marca que le correspondía. El 23 de junio en el Draft 2008, Kane fue transferido a Raw, volviéndola exclusiva de la marca roja. Esto le da el distintivo a Kane de ser el único luchador en portar un campeonato y llevarlo a tres marcas distintas. |
| 43  | Mark Henry      | 29 de junio de 2008      | Night of Champions            | Dallas, Texas             | 1            | 70           |              | Mark Henry formaba parte de ECW al momento de hacerse con el título, quien derrotó al campeón Kane (de Raw) y al contrincante Big Show (SmackDown). Con este resultado, Henry devolvió el campeonato a la marca que le correspondía. |
| 44  | Matt Hardy      | 7 de septiembre de 2008  | Unforgiven                    | Cleveland, Ohio           | 1            | 127          |              | Derrotó a Mark Henry, Chavo Guerrero, The Miz y Finlay en un 20 Minutes Championship Scramble match. |
| 45  | Jack Swagger    | 12 de enero de 2009      | ECW                           | Sioux City, Iowa          | 1            | 104          |              | Emitido el 13 de enero. |
| 46  | Christian       | 26 de abril de 2009      | Backlash                      | Providence, Rhode Island  | 1            | 42           |              | [ 46 ] |
| 47  | Tommy Dreamer   | 7 de junio de 2009       | Extreme Rules                 | Nueva Orleans, Luisiana   | 2            | 49           |              | Derrotó a Christian y Jack Swagger en un Triple Threat Hardcore match. Con esto, Tommy Dreamer se convirtió en el único luchador en campeonar con el Campeonato original de la ECW y el Campeonato renovado por parte de la WWE. |
| 48  | Christian       | 26 de julio de 2009      | Night of Champions            | Filadelfia, Pensilvania   | 2            | 205          |              | [ 48 ] |
| 49  | Ezekiel Jackson | 16 de febrero de 2010    | ECW                           | Kansas City, Misuri       | 1            | 0            |              | Fue un Extreme Rules match. |
| —   | Desactivado     | 16 de febrero de 2010    | ECW                           | Kansas City, Misuri       | —            | —            |              | Debido al cierre de la marca. |

### Total de días con el título

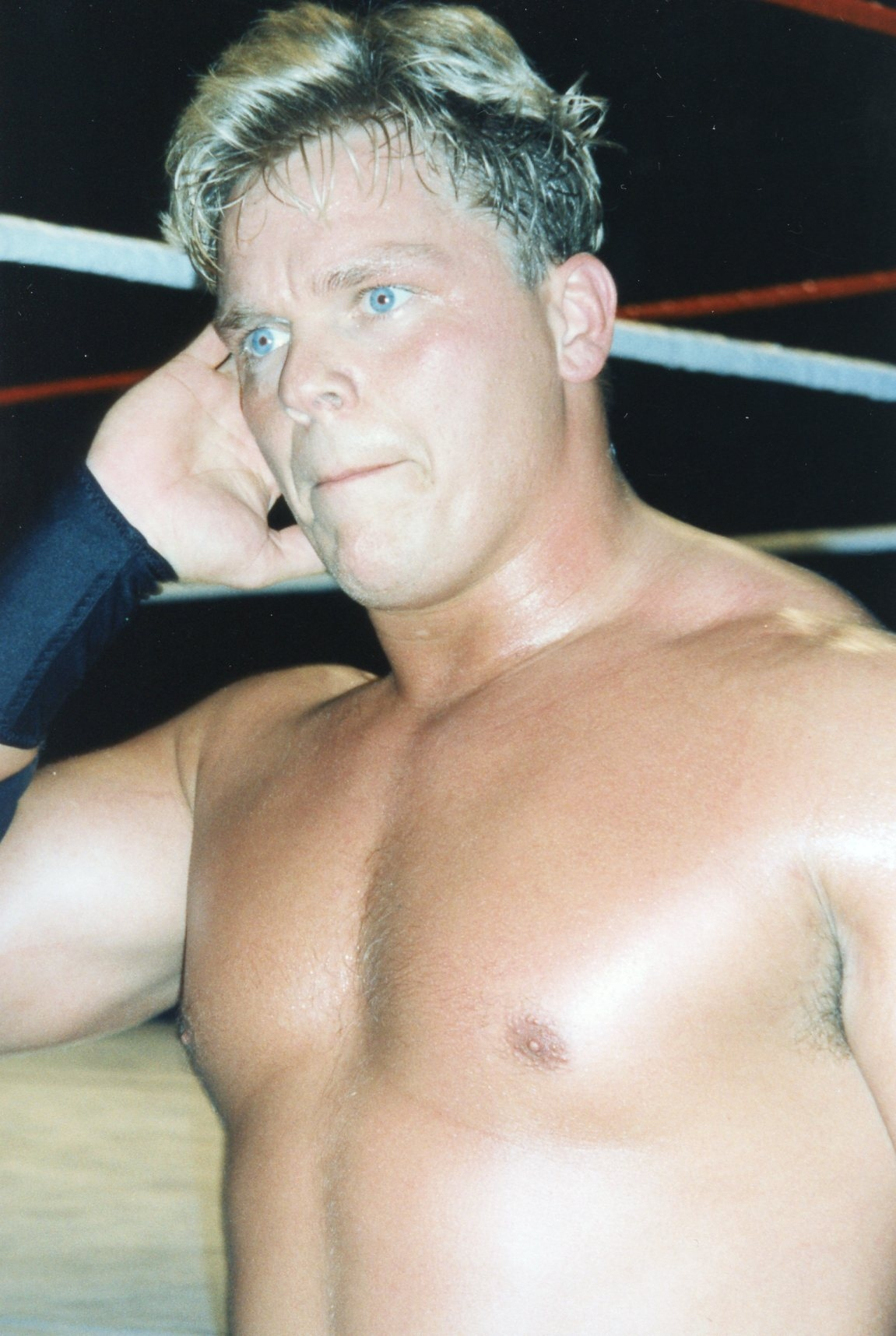
Shane Douglas posee el récord de días siendo campeón.

La siguiente lista muestra el total de días que un luchador ha poseído el campeonato si se suman todos los reinados que posee.
| N.º | Campeón               | Reinados | Total de días |
| --- | --------------------- | -------- | ------------- |
| 1   | Shane Douglas         | 4        | 874           |
| 2   | The Sandman           | 5        | 446           |
| 3   | Raven                 | 2        | 379           |
| 4   | Taz                   | 2        | 261           |
| 5   | Christian             | 2        | 247           |
| 6   | Terry Funk            | 2        | 208           |
| 7   | Mike Awesome          | 2        | 201           |
| 8   | Don Muraco            | 2        | 174           |
| 9   | Justin Credible       | 1        | 162           |
| 10  | Bobby Lashley         | 2        | 155           |
| 11  | The Big Show          | 1        | 152           |
| 12  | CM Punk               | 1        | 143           |
| 13  | Matt Hardy            | 1        | 127           |
| 14  | Jack Swagger          | 1        | 104           |
| 15  | Rhino                 | 1        | 94            |
| 16  | Sabu                  | 2        | 93            |
| 17  | Kane                  | 1        | 91            |
| 18  | Jimmy Snuka           | 2        | 79            |
| 18  | Johnny Hotbody        | 1        | 79            |
| 20  | Mark Henry            | 1        | 70            |
| 21  | Johnny Nitro/Morrison | 1        | 69            |
| 22  | Chavo Guerrero        | 1        | 68            |
| 23  | Steve Corino          | 1        | 63            |
| 24  | Tommy Dreamer         | 2        | 49            |
| 25  | Bam Bam Bigelow       | 1        | 45            |
| 26  | Mikey Whipwreck       | 1        | 42            |
| 27  | Jerry Lynn            | 1        | 35            |
| 27  | Mr. McMahon           | 1        | 35            |
| 29  | Tito Santana          | 1        | 32            |
| 30  | Rob Van Dam           | 1        | 21            |
| 31  | Masato Tanaka         | 1        | 6             |
| 32  | Ezekiel Jackson       | 1        | 0             |

## Mayor cantidad de reinados
| Reinados | Luchador (es)                                                                                                 |
| -------- | --- |
| 5 veces  | The Sandman                                                                                                   |
| 4 veces  | Shane Douglas                                                                                                 |
| 2 veces  | Raven, Terry Funk, Sabu, Jimmy Snuka, Don Muraco, Taz, Mike Awesome, Bobby Lashley, Tommy Dreamer y Christian |